# Jiangrang
Jiangrang (kinesiska: 江让, 江让乡) är en socken i Kina. Den ligger i den autonoma regionen Tibet, i den sydvästra delen av landet, omkring 600 kilometer väster om regionhuvudstaden Lhasa. Antalet invånare är 2 924. Befolkningen består av 1 434 kvinnor och 1 490 män. Barn under 15 år utgör 24,0 %, vuxna 15-64 år 67 %, och äldre över 65 år 7,0 %.
Genomsnittlig årsnederbörd är 622 millimeter. Den regnigaste månaden är juli, med i genomsnitt 156 mm nederbörd, och den torraste är november, med 17 mm nederbörd.